# Hello !
『Hello !』（ハロー）は、YUKIの23枚目（通算25作目）のシングル。2011年7月27日にエピックレコードジャパンから発売された。

## 解説
2011年第2弾シングルで、同年8月24日発売のアルバム『megaphonic』の先行シングル。
初回限定盤は通常盤とジャケットが異なるほか、本作と『megaphonic』の両方の購入者を対象としたオリジナルグッズプレゼントの応募券が封入されている。
オリコン週間シングルチャートでは最高13位となり、『ハミングバード』以来約8年ぶりのTOP10落ちとなった。

## 収録曲
（全作詞：YUKI、編曲：YUKI・玉井健二・百田留衣）
1. Hello ! [3:37]
  - 作曲：HALIFANIE
  - 「人と人とのつながり」がテーマ[1]。発売後の8月6日（Hello !の日）より、ミュージックビデオのオンエアがスタート。
2. Dear.ママ [3:47]
  - 作曲：田中秀典
  - 2011年の母の日（5月8日）に、1日限定でYUKIの公式サイトで無料配信された[1][3]。